# 埼玉県道245号鶴瀬停車場線
埼玉県道245号鶴瀬停車場線（さいたまけんどう245ごう つるせていしゃじょうせん）は、埼玉県富士見市内に設定されている都道府県道である。

## 路線概要
- 起点：鶴瀬停車場
- 終点：埼玉県道266号ふじみ野朝霞線交点
- 総距離：457m

## 通過する自治体
- 埼玉県
  - 富士見市

## 接続・交差する主な道路
- 埼玉県道266号ふじみ野朝霞線・埼玉県道334号三芳富士見線「鶴瀬駅前交差点」

## 沿線
- 東武鉄道東上本線 鶴瀬駅
- 東入間警察署富士見交番